# 南アジア研究センター
南アジア研究センター (The Center for South Asian Studies) は、2000年8月に岐阜女子大学に附置された研究所。
南アジア地域の8か国、すなわちバングラデシュ、ブータン、インド、モルディブ、ネパール、パキスタン、スリランカ、アフガニスタンの動向分析、研究交流、研究事業を実施する。
所員は、国内研究者（在住外国人3名）、さらに在外研究者も含まれている。研究会、講演会、公開講座などを開催していると称する（ウェブサイト上には活動報告は一切無し。「活動紹介」は福永正明の個人ディレクトリにリンクされている）。
ペマ・ギャルポ（名誉教授）がセンター長、福永正明（客員教授）がセンター長補佐を務める。
学術研究雑誌『南アジア・アフェアーズ』を年刊で刊行している（最後の刊行は2014年の第10号）。